# اریکا منا

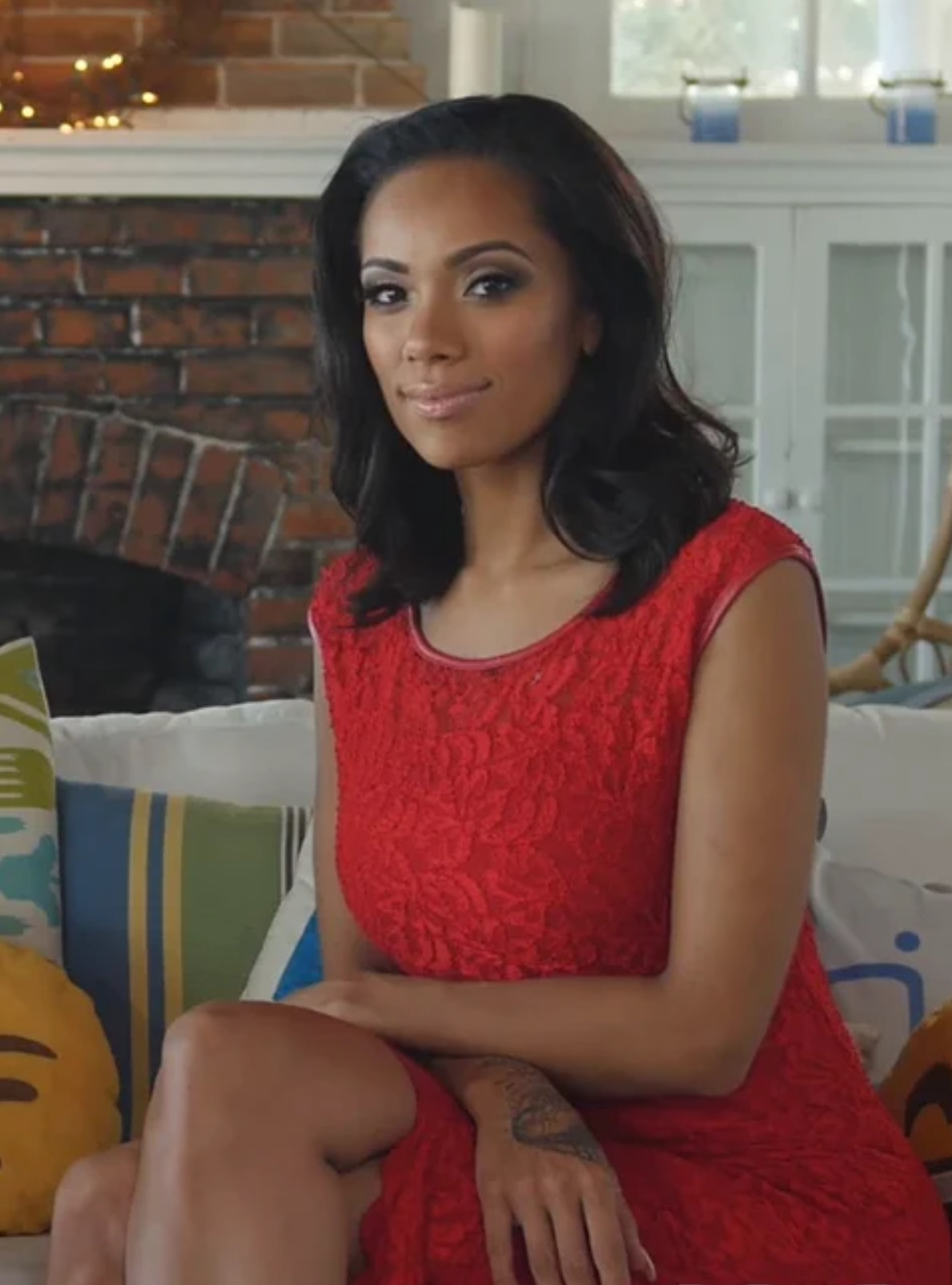
اِریکا مِنا در سال 2015

اِریکا مِنا (به انگلیسی: Erica Mena)(زاده ۸ نوامبر ۱۹۸۷ ) یک نویسنده، بازیگر و مدل آمریکایی است. او در حرفهٔ بازیگری بیشتر به‌خاطر نقش‌آفرینی در سریال عشق و هیپ‌هاپ:نیویورک شناخته می‌شود.